# Darker My Love
I Darker My Love sono un gruppo di rock psichedelico statunitense attivo dal 2004 e originario di Los Angeles.

## Formazione

### Formazione attuale
- Tim Presley - chitarra, voce
- Rob Barbato - basso, voce
- Jard Everett - chitarra
- Will Canzonieri - organo, clavinet
- Dan Allaire - chitarra

### Ex componenti
- Andy Granelli - batteria (2004-2009)

## Discografia

### Album in studio
- 2006 - Darker My Love
- 2008 - 2
- 2010 - Alive As You Are

### EP
- 2004 - Darker My Love EP